# Дикие карты
«Дикие карты» (англ. Wild Cards) — фантастический многотомный роман-мозаика, публиковавшийся с 1987 года. Его авторами стали более 40 американских писателей, в том числе Джордж Мартин, Роджер Желязны, Льюис Шайнер, Говард Уолдроп, Уолтер Йон Уильямс, Эдвард Брайант. К 2025 году увидели свет 33 книги, вышедшие в четырёх издательствах. Нил Гейман хотел опубликовать в составе этой серии своего «Песочного человека», но получил отказ от Мартина.
Действие романа происходит на Земле, ставшей полигоном для испытания мощными инопланетными силами специфического генного вируса. В результате большинство землян погибает, а выжившие становятся или «джокерами» (изуродованными физически сверхлюдьми), или «тузами», сохранившими нормальный облик, но получившими уникальные способности. Теперь вся жизнь планеты сводится к непримиримой борьбе между этими категориями людей.
«Дикие карты» были удостоены премии Daedelus и номинированы на премию «Хьюго» за 1987 год. На их основе создан ряд комиксов и ролевых игр.